# Чон Хан Че
Чон Хан Че (кор. 정한재; нар. 28 вересня 1995) — південнокорейський борець греко-римського стилю, срібний та бронзовий призер чемпіонатів Азії, бронзовий призер Азійських ігор.

## Життєпис
Активно почав займатися боротьбою з 2011 року. Того ж року став бронзовим призером чемпіонату світу серед кадетів.
Виступає за спортивний клуб Університету Кьонсон, Пусан. Тренер — Кім Чон Соп.

## Спортивні результати на міжнародних змаганнях

### Виступи на Чемпіонатах світу
| Змагання                        | Збірна         | Вагова категорія                 | Місце |
| ------------------------------- | -------------- | -------------------------------- | ----- |
| Чемпіонат світу з боротьби 2021 | Південна Корея | греко-римська боротьба, до 63 кг | 7     |
| Чемпіонат світу з боротьби 2022 | Південна Корея | греко-римська боротьба, до 60 кг | 25    |

### Виступи на Чемпіонатах Азії
| Змагання                       | Збірна         | Вагова категорія                 | Місце  |
| ------------------------------ | -------------- | -------------------------------- | ------ |
| Чемпіонат Азії з боротьби 2021 | Південна Корея | греко-римська боротьба, до 63 кг | Бронза |
| Чемпіонат Азії з боротьби 2022 | Південна Корея | греко-римська боротьба, до 60 кг | 8      |
| Чемпіонат Азії з боротьби 2023 | Південна Корея | греко-римська боротьба, до 60 кг | Срібло |

### Виступи на Азійських іграх
| Змагання           | Збірна         | Вагова категорія                 | Місце  |
| ------------------ | -------------- | -------------------------------- | ------ |
| Азійські ігри 2023 | Південна Корея | греко-римська боротьба, до 60 кг | Бронза |

### Виступи на інших змаганнях
| Змагання                                                     | Збірна         | Вагова категорія                 | Місце  |
| ------------------------------------------------------------ | -------------- | -------------------------------- | ------ |
| Міжнародний меморіал Дейва Шульца 2017                       | Південна Корея | греко-римська боротьба, до 60 кг | Срібло |
| Меморіал Болата Турлиханова 2018                             | Південна Корея | греко-римська боротьба, до 67 кг | 9      |
| Henri Deglane Challenge 2019                                 | Південна Корея | греко-римська боротьба, до 60 кг | Золото |
| Гран-прі Загреба з боротьби 2019                             | Південна Корея | греко-римська боротьба, до 60 кг | 19     |
| Олімпійський кваліфікаційний турнір з боротьби 2020 (Алмати) | Південна Корея | греко-римська боротьба, до 60 кг | Бронза |
| Олімпійський кваліфікаційний турнір з боротьби 2020 (Софія)  | Південна Корея | греко-римська боротьба, до 60 кг | Бронза |

### Виступи на змаганнях молодших вікових груп
| Змагання                                      | Збірна         | Вагова категорія                 | Місце  |
| --------------------------------------------- | -------------- | -------------------------------- | ------ |
| Чемпіонат Азії з боротьби серед кадетів 2011  | Південна Корея | греко-римська боротьба, до 42 кг | Бронза |
| Чемпіонат світу з боротьби серед юніорів 2013 | Південна Корея | греко-римська боротьба, до 50 кг | 12     |
| Чемпіонат Азії з боротьби серед юніорів 2014  | Південна Корея | греко-римська боротьба, до 55 кг | 9      |
| Чемпіонат світу з боротьби серед юніорів 2014 | Південна Корея | греко-римська боротьба, до 55 кг | 10     |
| Чемпіонат Азії з боротьби серед юніорів 2015  | Південна Корея | греко-римська боротьба, до 55 кг | 10     |